# Sun Tiantian
Sun Tiantian (chin. upr. 孙甜甜, chin. trad. 孫甜甜, pinyin Sūn Tiántián; ur. 12 października 1981 w Zhengzhou) – chińska tenisistka, mistrzyni olimpijska w grze podwójnej.
Praworęczna zawodniczka (z bekhendem oburęcznym) specjalizuje się przede wszystkim w grze podwójnej. Do czerwca 2006 razem z rodaczką Li Ting odniosła osiem zwycięstw turniejowych – siedem w cyklu WTA Tour oraz igrzyska olimpijskie w Atenach (2004).
Na ateńskich igrzyskach Chinki, rozstawione z numerem ósmym, pokonały kilka faworyzowanych duetów, m.in. Amerykanki Chandę Rubin i Venus Williams, Australijki Rennae Stubbs i Alicię Molik oraz w finale Hiszpanki Virginię Ruano Pascual i Conchitę Martínez. Sun Tiantian i Li Ting zdobyły tym samym pierwszy medal olimpijski dla Chin w tenisie.
W październiku 2004 została sklasyfikowana na 18. miejscu w rankingu debla WTA Tour. W grze pojedynczej jej największe osiągnięcia (do czerwca 2006) to ćwierćfinały turniejów w Hajdarabadzie i Pekinie w 2005. W Pekinie pokonała byłą liderkę rankingu światowego Serenę Williams. Wyniki te dały jej awans do czołowej setki klasyfikacji WTA Tour (w październiku 2005 zajmowała 88. miejsce). Sun Tiantian startowała w grze pojedynczej we wszystkich turniejach wielkoszlemowych, nie udało się jej jeszcze awansować dalej niż do II rundy.
Poza igrzyskami olimpijskimi barwy narodowe reprezentuje w Pucharze Federacji. Debiutowała w 2001. Gra głównie w deblu z Li Ting, ale sporadycznie jest także wystawiana do gier singlowych (m.in. pokonała Indonezyjkę Wynne Prakusyę). Do czerwca 2006 bilans jej występów w Pucharze Federacji to 14 zwycięstw i 3 porażki.
Pierwsze zwycięstwo singlowe odniosła w 2006 roku w Taszkencie, pokonując w finale Irodę Tulyaganovą z Uzbekistanu.
Wspólnie z Nenadem Zimonjiciem zwyciężyli Australian Open 2008 w mikście.

## Wygrane turnieje

### gra pojedyncza (1)
| Lp | Rok  | Turniej  | Finalistka        | Wynik    |
| 1. | 2006 | Taszkent | Iroda Tulyaganova | 6:2, 6:4 |

### gra podwójna (12)
| Lp  | Rok  | Turniej   | Partnerka  | Finalistki                               | Wynik            |
| 1.  | 2003 | Wiedeń    | Li Ting    | Yan Zi Zheng Jie                         | 6:3, 6:4         |
| 2.  | 2003 | Québec    | Li Ting    | Els Callens Meilen Tu                    | 6:3, 6:3         |
| 3.  | 2003 | Pattaya   | Li Ting    | Wynne Prakusya Angelique Widjaja         | 6:4, 6:3         |
| 4.  | 2004 | IO Ateny  | Li Ting    | Conchita Martínez Virginia Ruano Pascual | 6:3, 6:3         |
| 5.  | 2004 | Kanton    | Li Ting    | Yang Shujing Yu Ying                     | 6:4, 6:1         |
| 6.  | 2005 | Estoril   | Li Ting    | Michaëlla Krajicek Henrieta Nagyová      | 6:3, 6:1         |
| 7.  | 2006 | Pattaya   | Li Ting    | Yan Zi Zheng Jie                         | 3:6, 6:1, 7:6(5) |
| 8.  | 2006 | Estoril   | Li Ting    | Gisela Dulko María Sánchez Lorenzo       | 6:2, 6:2         |
| 9.  | 2006 | Kanton    | Li Ting    | Vania King Jelena Kostanić               | 6:4, 2:6, 7:5    |
| 10. | 2007 | Tokio     | Yan Zi     | Chuang Chia-jung Vania King              | 1:6, 6:2, 10–6   |
| 11. | 2007 | Bangkok   | Yan Zi     | Ayumi Morita Junri Namigata              | walkower         |
| 12. | 2008 | Bengaluru | Peng Shuai | Chan Yung-jan Chuang Chia-jung           | 6:4, 5:7, 10–8   |